# Vinohradské železniční tunely

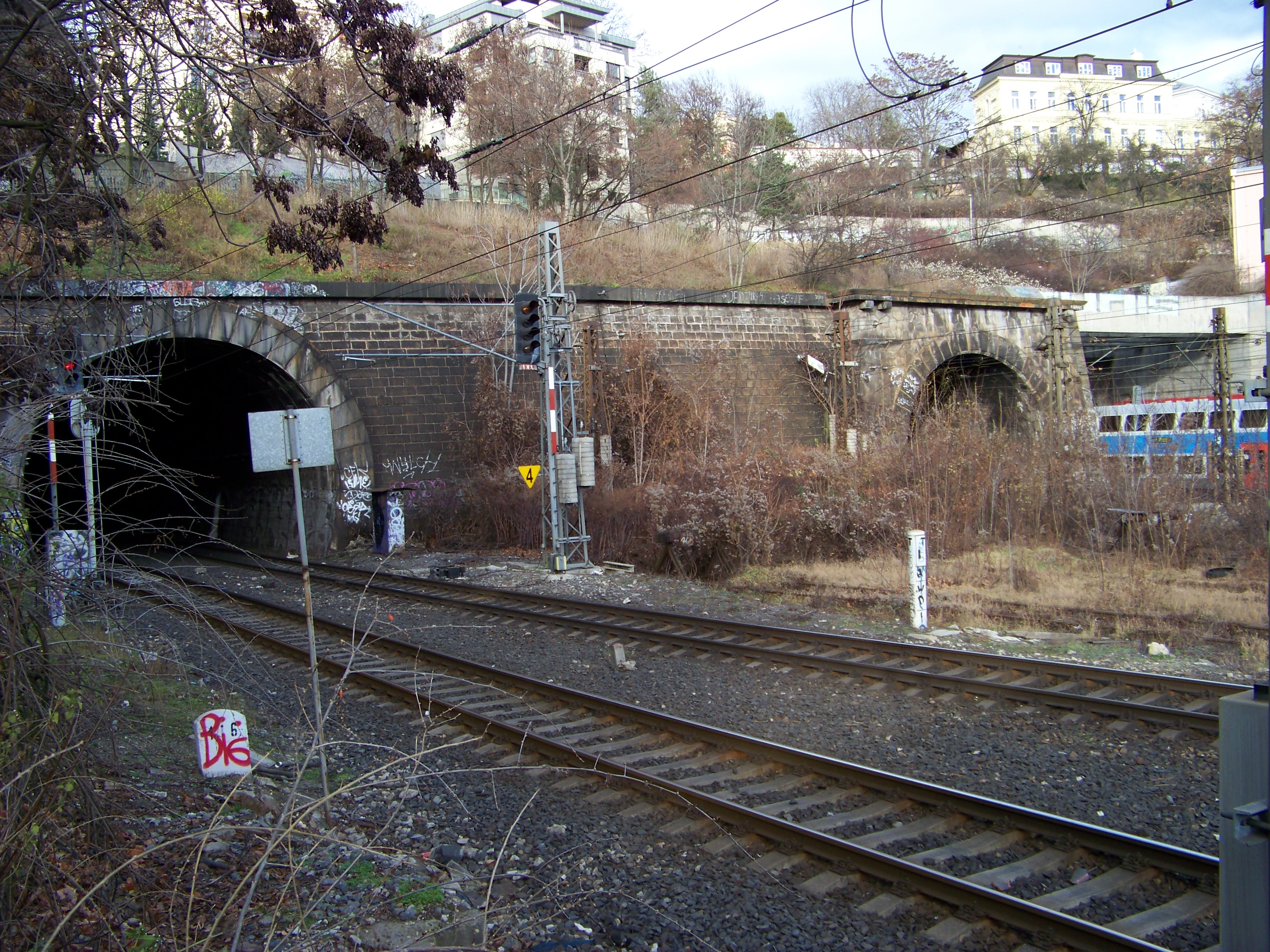
Jižní portály u Nuselských schodů

Vinohradské železniční tunely jsou souběžné tunely o délce asi 1150 metrů, které vedou z jižního zhlaví stanice Praha hlavní nádraží (původně nádraží Františka Josefa) do jižní části Vinohrad, kde v blízkosti Nuselských schodů vyúsťují, přičemž jedna trať (někdejší Pražská spojovací dráha) pak pokračuje západním směrem Nuselským údolím přes výhybnu Praha-Vyšehrad do stanice Praha-Smíchov, druhá trať vede na jihovýchod a vyúsťuje do nádraží Praha-Vršovice.
První dva tunely jsou dvojkolejné, třetí tunel začíná jako dvojkolejný, ale pak se rozděluje na dva jednokolejné tunely. Jde o nejvytíženější železniční úsek v České republice, v 1. čtvrtletí roku 2020 tunely projíždělo průměrně 860 vlaků za den.

## Historie

### Tunel I
První tunel (I, nejzápadněji) je dlouhý 1146 (nebo 1149) metrů, vznikl ruční ražbou jako součást jednokolejné dráhy císaře Františka Josefa (KFJB) z Prahy přes Cmunt do Vídně v letech 1869–1871 a slavnostně byl zprovozněn 19. září 1871. Stavbu řídil hlavní inženýr Krouský, podílel se na ní podnikatel Moritz Gröbe, vytěžený materiál se ukládal na pozemcích Horní a Dolní Landhausky, kde později vznikla vila a park Gröbovka. Stavba začala na podzim 1869 od obou portálů a ze dvou šachet o hloubce 30 a 35 metrů. Během stavby došlo ke dvěma stávkám dělníků.
V letech 1869–1872 byla těsně za jižním portálem tunelu vybudována a od 15. srpna 1872 provozována touž společností (KFJB) i odbočka nové Pražské spojovací dráhy na Smíchov, pro tuto dráhu byla v tunelu položena druhá kolej.
Protože již brzy po otevření tunel vykazoval závažné závady, deformace, průsaky atd., uvažovalo se již v roce 1903 o rekonstrukci. K té došlo až v letech 1945–1948, tunel získal místo dosavadního pískovcového nové žulové ostění. Tunel vede zhruba pod západním okrajem Vinohrad (pod ulicemi Rubešova a Londýnská). V současné době je tento tunel součástí trati na Smíchov (traťové kilometry 0,410–1,559).
Původně byla nejbližší stanicí Hostivař, roku 1880 však byla zřízena stanice Nusle-Vršovice. U jižního portálu byla 1. října 1888 zřízena zastávka Královské Vinohrady (téhož dne byla zahájena osobní doprava na trati na Smíchov), zrušena byla s otevřením druhého vinohradského tunelu 1. listopadu 1944.
Roku 1901 Rakouské státní dráhy trať od Smíchova zdvojkolejnily. Protože druhý tunel ještě neexistoval, spojovací dráha byla ještě před tunelem výhybkami zaústěna do budějovické dráhy.
Ulice Londýnská se podle Vinohradského tunelu původně nazývala „Tunelová“ nebo „Tunelská“. Protože činžovní domy v ulici nesměly klenbu tunelu zatěžovat, byla ulice plánována jako široká s předzahrádkami u domů. Do roku 1886 vyčnívaly do ulice dva široké, nízké, zděné vzdušníky pro přístup vzduchu do tunelu, ve kterém byl v té době parní provoz. Jeden z nich se nacházel před domem čp. 623/30.

### Tunel II
Druhý tunel (II), dlouhý 1126 m (nebo 1149 metrů) a vedoucí souběžně v blízkosti prvního tunelu, východně od něj, byl vybudován v letech 1940–1944, proražen 6. března 1943 a zprovozněn 15. srpna 1944 (nebo 10. listopadu 1944, nebo 1. listopadu), navazuje na něj trať k nádraží Vršovice. Stavbu prováděla firma Kruliš. Obě tratě byly od sebe po dokončení rekonstrukce tunelu I v roce 1948 opět odděleny, každá vedla svým tunelem.

### Tunel III
Prvních 290 m třetího tunelu (III) ve směru od hlavního nádraží bylo vybudováno dvojkolejně v letech 1940–1944 či snad ještě v letech 1946–1949. Nedokončený tunel byl používán pro manipulační (výtažné) koleje ale i jako vinný sklep.
O dostavění třetího tunelu bylo rozhodnuto v návaznosti na rozšíření hlavního nádraží a vybudování odstavného nádraží Praha-jih. Ve výstavbě se pokračovalo v letech 1983–1989, ke zprovoznění došlo 22. září 1989. Na původní dvojkolejný úsek navázaly rozpletem dva jednokolejné tunely, z nichž jeden (IIIB) se značným obloukem (poloměr 560 m) vzdaluje od druhého (IIIA, poloměr 860 m). Tunely zhruba sledují Anglickou a Belgickou ulici. Kvůli stavbě byl zbourán dům Anglická 20 (od roku 1995 zde stojí novostavba ČSOB), kde byla v místě rozpletu tunelů vybudována těžní šachta o hloubce 28 metrů. Stavba byla komplikována i vedením dvou tras metra a podzemním trezorem spořitelny v oblasti, a proto nové tunely nejsou zcela souběžné s původními. Nové tunely byly raženy pražskou prstencovou metodou, používanou při stavbě metra, razicím štítem, tedy kombajnem GPK s příčně rotující frézou, zapůjčeným z ostravských dolů. Průměrná výška nadloží nad novými tunely je 22 metrů, z toho 12 metrů skály. U třetího tunelu se udává délka 1125 m (nebo 1112 a 1123 m), levý (západní) jednokolejný tunel má délku 772 m, pravý (východní) jednokolejný tunel 794 metrů, nově vybudovaná část dvojkolejného tunelu před rozpletem o délce 40,5 metrů byla zčásti ražená, zčásti hloubená. Dokončení tunelu projektoval Sudop Praha a stavěly Vojenské stavby Praha.
Druhý a třetí tunel jsou součástí trati České Budějovice – Praha s traťovou kilometráží cca 184,3–185,423.

## Další rozvoj
Uvažovalo se o zakrytí části tratě u portálu ve zhlaví hlavního nádraží, čímž by byly tunely ještě prodlouženy o dalších 90 metrů. Nad kolejištěm by vznikla stavba realizovaná Penta Investments, se souhlasem Správy železnic.
Podle studie proveditelnosti na rozvoj pražského železničního uzlu (Nové spojení II neboli Metro S) ve variantě potvrzené v lednu 2025 Centrální komisí ministerstva dopravy má mezi jižními portály I. a II. Vinohradského tunelu začínat další tunel, který by příměstskou dopravu z tohoto směru přivedl do nové podzemní části hlavního nádraží umístěné pod stávajícím nástupištěm. Se započetím stavby se počítalo pro rok 2035.